# Black Gold (1947)
Black Gold is een Amerikaanse dramafilm uit 1947 onder regie van Phil Karlson.

## Verhaal
De indiaan Charley Eagle heeft een boerderij in het grensgebied tussen Texas en Mexico. Daar richt hij zijn paard Black Hope af. Hij hoopt dat Black Hope ooit de Kentucky Derby zal winnen. Charley adopteert ook de jonge Chinees Davey, wiens vader werd vermoord door een smokkelbende. Wanneer er olie wordt gevonden op de boerderij van Charley, komen de plannen met zijn renpaard op de achtergrond.

## Rolverdeling
| Acteur             | Personage        |
| ------------------ | ---------------- |
| Anthony Quinn      | Charley Eagle    |
| Katherine DeMille  | Sarah Eagle      |
| Ducky Louie        | Davey            |
| Raymond Hatton     | Bucky            |
| Kane Richmond      | Stanley Lowell   |
| Thurston Hall      | Kolonel Caldwell |
| Moroni Olsen       | Don Toland       |
| Jonathan Hale      | Senator Watkins  |
| Darryl Hickman     | Schooljongen     |
| Charles Trowbridge | Rechter Wilson   |
| Elyse Knox         | Ruth Frazer      |
| Clem McCarthy      | Commentator      |